# MBB Bo 209 モンスーン
MBB Bo 209 モンスーン
MBB Bo 209 モンスーン
- 用途：軽飛行機、練習機
- 設計者：ヘルマン・ミリウス（Hermann Mylius）
- 製造者：メッサーシュミット・ベルコウ・ブローム
- 生産開始：1969年

 MBB Bo 209 モンスーン（元々はMHK-101）は、1960年代に西ドイツで開発された2座席軽飛行機である。

## 概容
この機の設計はベルコウ（Bölkow）社の技術部長ヘルマン・ミリウス（Hermann Mylius）博士の下でBo 208の改設計モデルとして始まったが、結果的には前モデルとはごく僅かの部品を共用するだけのかなり異なる機体となった。胴体は拡幅され、前輪は引き込み式となった。主翼は設計し直され低翼配置となり（Bo 208は高翼だった）、牽引や格納のために折りたたみ式となった。この機体は購入に当たり、固定式か引き込み式の前輪、150hpか160hpのライカミングエンジン、オプションの可変ピッチプロペラを選ぶことができた。左右の座席に操縦装置を備える練習機モデルも造られた。
この幅広い選択可能な装備品という特徴によりベルコウはこの機の成功を確信しており、1970年のハノーファー航空ショーでは57機の先行注文を受けた。このプロジェクトの商業的な成功は約束されたようなものだった。
しかし1968年のベルコウのMBBへの吸収により採算を考慮した結果、民間航空機の製造を止めるという結論が導き出された。1969年から 1971年の間に102機のモンスーンが製造され、まだ275機の受注残があった。1972年2月にMBBはこの機種の製造を止めた。ドイツ人の技術者ラインホルト・フィヒト（Reinhold Ficht）は、モンスーンの製造を継続することを計画したが実現はしていない。

## 派生型
- MHK-101 - 試作機。
- Bo 209-150 - ライカミング O-320-E1Cエンジン装備の生産型。
- Bo 209-160 - ライカミング O-320-E1Fエンジン装備の生産型。
- Bo 209S - 左右の座席に操縦装置を備える。固定式前輪。非折りたたみ式主翼。

## 要目
（Bo 209-160）
- 全長：6.60 m
- 全幅：8.40 m
- 全高：2.20 m
- 空虚重量：484 kg
- 最大離陸重量：820 kg
- エンジン：ライカミング O-320-E1F レシプロエンジン 1基　160hp
- 最大速度：275 km/h (170mph)
- 巡航高度：5,520 m (18,100 ft)
- 乗員：2名